# Rupert Mayr
Rupert Mayr (* 1948 in Wildschönau) ist ein österreichischer Lehrer, Imker und Sachbuch-Autor.

## Leben
Rupert Mayr wuchs in einer kinderreichen Bergbauernfamilie auf. Seine Jugendzeit verbrachte er in Wildschönau/Tirol. Dort lebte er zeitweise als Senner auf der Alm. Es folgten eine Ausbildung in der Landwirtschaftlichen Landeslehranstalt Rotholz und an der Höheren Bundeslehranstalt für alpenländische Landwirtschaft Raumberg, sowie der Abschluss an der Pädagogischen Akademie in Innsbruck (Lehramt für Volksschule, Hauptschule und Polytechnische Schule). In einer Großfarm in England nahm er an einem Bundesversuch teil und gewann dadurch Praxis.
Er arbeitete an der mehrfach ausgezeichneten (österreichischer Schulpreis für Innovation und Schulentwicklung) Landhauptschule Niederndorf als Biologielehrer und als Schulleiter von 2000 bis zur Pensionierung im Jahr 2009. Nach der seiner Pensionierung übernahm Rupert Mayr das Ehrenamt des Landesobmannes der 113 Tiroler Obst- und Gartenbauvereine mit mehr als 18.000 Mitgliedern.
Mayr ist seit 1973 verheiratet, hat vier Kinder und lebt in Niederndorf.
Außerdem ist er Delegierter des österreichischen Imkerbundes bei internationalen Kongressen, Gründungsobmann des Obst- und Gartenbauvereines Niederndorf/Untere Schranne und Ehrenobmann der Musikkapelle Niederndorf. Er tritt als Fachreferent für Biobauern, Gartenbau- und Imkervereine auf und leitet Ausbildungslehrgängen für Biologielehrer.

## Publikationen
- Sagenhafte Kindheit. Löwenzahnverlag: 2000. ISBN 978-3-7066-2241-7
- Gartenfreude Bienenfleiß. Löwenzahnverlag: 2004. ISBN 978-3-7066-2342-1
- Vom Umgang mit den Zeichen der Natur. Handfeste Gartenpraxis rund ums Jahr. Löwenzahnverlag: 2007. ISBN 978-3-7066-2402-2
- Vom Umgang mit den Früchten der Natur. Mosaik Verlag 1997, ISBN 978-3576110410